# Château de Villebourgeon
Le château de Villebourgeon est un château situé au nord de Neung-sur-Beuvron dans le département de Loir-et-Cher.
Il est bâti en briques rouges, au bord d'un étang. Il est rattaché au style Louis XIII.

## Historique
Le manoir primitif appartient à Guillaume de Ferrières au XVe siècle, puis à François et Jacques Deslande au XVIe siècle. Il est propriété de Jean Sachet en 1613, puis de Charlotte de Hallot, veuve de Claude Sachet.
Le château actuel a été construit au XVIIe siècle par la famille de Nicolas Gontault[réf. souhaitée]. Il est vendu à Étienne Texier en 1711, puis passe à la famille Baguenault en 1741. Les Baguenault de Villebourgeon le revendent au marquis de Lasteyrie en 1820 et passe à la famille orléanaise Germon.
Il a été vendu en 1857 à Robert Constant Bouhier de L'Écluse, avocat et homme politique français.
Le château et son parc ont servi de décor pour certaines scènes du film L'École buissonnière de Nicolas Vanier sorti en 2017,.